# Chandpur
Chandpur là một thành phố và là nơi đặt ban đô thị (municipal board) của quận Bijnor thuộc bang Uttar Pradesh, Ấn Độ.

## Địa lý
Chandpur có vị trí 25°54′B 84°20′Đ / 25,9°B 84,33°Đ Nó có độ cao trung bình là 51 mét (167 foot).

## Nhân khẩu
Theo điều tra dân số năm 2001 của Ấn Độ, Chandpur có dân số 68.359 người. Phái nam chiếm 53% tổng số dân và phái nữ chiếm 47%. Chandpur có tỷ lệ 52% biết đọc biết viết, thấp hơn tỷ lệ trung bình toàn quốc là 59,5%: tỷ lệ cho phái nam là 57%, và tỷ lệ cho phái nữ là 47%. Tại Chandpur, 16% dân số nhỏ hơn 6 tuổi.